# Elecciones municipales de Puno de 2022
Las elecciones municipales de Puno de 2022 se llevaron a cabo el 2 de octubre de 2022 para elegir al alcalde y al Concejo Provincial de Puno para el periodo 2023-2026. La elección se celebró simultáneamente con elecciones regionales y municipales (provinciales y distritales) en todo el Perú.

## Sistema electoral
La Municipalidad Provincial de Puno es el órgano administrativo y de gobierno de la provincia de Puno. Está compuesta por el alcalde y el Concejo Provincial.
La votación del alcalde y el concejo se realiza en base al sufragio universal, que comprende a todos los ciudadanos nacionales mayores de dieciocho años, empadronados y residentes en la provincia de Puno y en pleno goce de sus derechos políticos, así como a los ciudadanos no nacionales residentes y empadronados en la provincia de Puno. No hay reelección inmediata de alcaldes.
El Concejo Provincial de Puno está compuesto por 11 regidores elegidos por sufragio directo para un período de cuatro (4) años, en forma conjunta con la elección del alcalde (quien lo preside). La votación es por lista cerrada y bloqueada. Se asigna a la lista ganadora los escaños según el método d'Hondt o la mitad más uno, lo que más le favorezca.

## Composición del Concejo Provincial de Puno
La siguiente tabla muestra la composición del Concejo Provincial de Puno antes de las elecciones.
| Partidos | Partidos                                                         | Regidores |
| -------- | ---------------------------------------------------------------- | --------- |
|          | Movimiento de Integración por el Desarrollo Regional (Mi Casita) | 7         |
|          | Poder Andino                                                     | 2         |
|          | Frente Amplio para el Desarrollo del Pueblo                      | 2         |

## Elecciones internas
Los partidos políticos realizaron la convocatoria a elecciones internas (15–22 de enero de 2022) para definir a los candidatos de sus organizaciones en listas cerradas y bloqueadas. Se sometieron a elección las candidaturas a:
- Alcaldía Provincial de Puno (1 candidaturas).
- Concejo Provincial de Puno (11 candidaturas).
- Alcaldías distritales de Puno (14 candidaturas).
- Concejos distritales de Puno (70 candidaturas).

Existen dos modalidades para la organización de las elecciones internas:
- Modalidad de elección directa: con voto universal, libre, voluntario, igual, directo y secreto de los afiliados. Fue la modalidad utilizada por Acción Popular,[5] Alianza para el Progreso[6] y Reforma y Honradez por Más Obras.[7] Las elecciones se realizaron el 15 de mayo de 2022.
- Modalidad de delegados: a través de delegados previamente elegidos mediante voto universal, libre, voluntario, igual, directo y secreto de los afiliados. Fue la modalidad utilizada por Poder Andino,[7] Frente Amplio para el Desarrollo del Pueblo,[7] Moral y Desarrollo,[7] Por las Comunidades Fuente de Integración Andina de Puno,[7] Perú Libre,[8] Podemos Perú,[9] Movimiento de Integración y Revolución Andina[7] y Frente de la Esperanza.[10] Las elecciones se realizaron el 22 de mayo de 2022.

## Partidos y candidatos
A continuación se muestra una lista de los principales partidos y alianzas electorales que participan en las elecciones:
| Candidatura | Candidatura | Partidos y alianzas                                                                                        | Candidatos | Candidatos                 | Ideología                                                 | Resultado previo | Resultado previo | Ref.   |
| Candidatura | Candidatura | Partidos y alianzas                                                                                        | Candidatos | Candidatos                 | Ideología                                                 | Votos (%)        | Reg.             | Ref.   |
| ----------- | ----------- | --- | ---------- | -------------------------- | --------------------------------------------------------- | ---------------- | ---------------- | ------ |
|             | PA          | Lista - Poder Andino (PA)                                                                                  |            | Mariano Portugal Catacora  | Regionalismo puneño                                       | 22.54%           | 2                | [ 11 ] |
|             | FADEP       | Lista - Frente Amplio para el Desarrollo del Pueblo (FADEP)                                                |            | Edgar Mancha Pineda        | Regionalismo puneño                                       | 19.93%           | 2                | [ 11 ] |
|             | AP          | Lista - Acción Popular (AP)                                                                                |            | Abel Núñez Mirabal         | Partido atrapalotodo                                      | 3.45%            | 0                |        |
|             | MyD         | Lista - Moral y Desarrollo (MyD)                                                                           |            | Alder Quispe Panca         | Regionalismo puneño                                       | 3.36%            | 0                |        |
|             | PL          | Lista - Perú Libre (PL)                                                                                    |            | Nancy Rossel Angles        | Socialismo del siglo XXI Marxismo-leninismo Mariateguismo | Nuevo            | Nuevo            |        |
|             | PP          | Lista - Podemos Perú (PP)                                                                                  |            | Juan Maldonado Rodríguez   | Conservadurismo social Populismo Nacionalismo             | Nuevo            | Nuevo            |        |
|             | FE          | Lista - Frente de la Esperanza (FE)                                                                        |            | Alejandrina Pérez Parisaca | Reformismo                                                | Nuevo            | Nuevo            |        |
|             | CONFIA      | Lista - Por las Comunidades Fuente de Integración Andina de Puno (CONFIA)                                  |            | Jorge Zúñiga Pineda        | Regionalismo puneño                                       | Nuevo            | Nuevo            | [ 11 ] |
|             | MIRA        | Lista - Movimiento de Integración y Revolución Andina (MIRA)                                               |            | Fredy Sosa Quispe          | Regionalismo puneño                                       | Nuevo            | Nuevo            |        |
|             | RH+OBRAS    | Lista - Reforma y Honradez por Más Obras (RH+OBRAS) – Reforma y Honradez (RH+) – Obras Siempre Obras (OSO) |            | Javier Ponce Roque         | Regionalismo puneño                                       | Nuevo            | Nuevo            | [ 11 ] |

## Sondeos de opinión
Las siguientes tablas enumeran las estimaciones de la intención de voto en orden cronológico inverso, mostrando las más recientes primero y utilizando las fechas en las que se realizó el trabajo de campo de la encuesta. Cuando se desconocen las fechas del trabajo de campo, se proporciona la fecha de publicación.
Leyenda:
     Sondeo realizado en el periodo de prohibición legal de la difusión de sondeos de intención de voto.

### Intención de voto
La siguiente tabla enumera las estimaciones ponderadas (sin incluir votos en blanco y nulos) de la intención de voto.
| Encuestadora/Medio             | Fecha          | Muestra | Javier Ponce | Mariano Portugal | Jorge Zúñiga | Alder Quispe | Fredy Sosa | Edgar Mancha | Nancy Rossel | Dif. |  |  |  |  |
| ------------------------------ | -------------- | ------- | ------------ | ---------------- | ------------ | ------------ | ---------- | ------------ | ------------ | ---- |  |  |  |  |
| Encuestadora/Medio             | Fecha          | Muestra |              |                  |              |              |            |              |              |      |  |  |  |  |
| Elecciones municipales de 2022 | 2 oct 2022     | —       | 34.0         | 17.1             | 16.2         | 9.4          | 8.8        | 5.5          | 4.6          | 16.9 |  |  |  |  |
|                                |                |         |              |                  |              |              |            |              |              |      |  |  |  |  |
| Ipsos Perú/América             | 2 oct 2022     | ?       | 33.8         | 18.3             | 16.2         | –            | 10.0       | –            | –            | 15.5 |  |  |  |  |
| Ipsos Perú/América             | 2 oct 2022     | ?       | 38.6         | 16.1             | 11.6         | –            | 10.5       | –            | –            | 22.5 |  |  |  |  |
| Tukuy Rikuq                    | 2–20 may 2022  | ?       | 24.0         | 13.2             | 20.0         | –            | 9.4        | 7.3          | 9.1          | 4.0  |  |  |  |  |
| Grupo Ricuy                    | 9–19 may 2022  | ?       | 21.3         | 20.6             | 12.4         | 7.1          | 7.8        | 8.9          | 6.0          | 0.7  |  |  |  |  |
| INTI/Andino                    | 2–12 may 2022  | ?       | 20.8         | 14.5             | 12.6         | 15.7         | 12.2       | 6.5          | 14.0         | 5.1  |  |  |  |  |
| Ojo de Águila                  | 18–29 abr 2022 | ?       | 19.4         | 15.1             | 18.8         | –            | 17.3       | 8.3          | 10.3         | 0.6  |  |  |  |  |
| Cimec Kipu/Radio Tumi          | 20–22 ene 2022 | ?       | 32.0         | 19.6             | 6.1          | 8.6          | –          | 10.2         | –            | 12.4 |  |  |  |  |
| INTI/Sin Fronteras             | 4–8 ene 2022   | ?       | 18.8         | 15.1             | 19.4         | 17.3         | –          | 10.3         | –            | 0.6  |  |  |  |  |

### Preferencias de voto
La siguiente tabla enumera las preferencias de voto en bruto (incluyendo blancos, viciados y sin respuesta) y no ponderadas.
| Encuestadora/Medio             | Fecha          | Muestra | Javier Ponce | Mariano Portugal | Jorge Zúñiga | Alder Quispe | Fredy Sosa | Edgar Mancha | Nancy Rossel | B/V  | NS/NO | Dif. |  |  |  |  |
| ------------------------------ | -------------- | ------- | ------------ | ---------------- | ------------ | ------------ | ---------- | ------------ | ------------ | ---- | ----- | ---- |  |  |  |  |
| Encuestadora/Medio             | Fecha          | Muestra |              |                  |              |              |            |              |              |      |       |      |  |  |  |  |
| Elecciones municipales de 2022 | 2 oct 2022     | —       | 28.6         | 14.4             | 13.6         | 7.9          | 7.4        | 4.6          | 3.8          | 16.0 | –     | 14.2 |  |  |  |  |
|                                |                |         |              |                  |              |              |            |              |              |      |       |      |  |  |  |  |
| Tukuy Rikuq                    | 2–20 may 2022  | ?       | 13.8         | 7.6              | 11.5         | –            | 5.4        | 4.2          | 5.2          | –    | 42.6  | 2.3  |  |  |  |  |
| Grupo Ricuy                    | 9–19 may 2022  | ?       | 12.7         | 12.3             | 7.4          | 4.2          | 4.7        | 5.3          | 3.6          | –    | 40.4  | 0.4  |  |  |  |  |
| INTI/Andino                    | 2–12 may 2022  | ?       | 13.5         | 9.4              | 8.2          | 10.2         | 7.9        | 4.2          | 9.1          | –    | 35.0  | 5.1  |  |  |  |  |
| Ojo de Águila                  | 18–29 abr 2022 | ?       | 9.8          | 7.6              | 9.5          | –            | 8.7        | 4.2          | 5.2          | –    | 49.8  | 0.3  |  |  |  |  |
| Cimec Kipu/Radio Tumi          | 20–22 ene 2022 | ?       | 17.1         | 10.5             | 3.3          | –            | –          | 4.6          | 5.5          | –    | 46.6  | 6.6  |  |  |  |  |
| INTI/Sin Fronteras             | 4–8 ene 2022   | ?       | 9.5          | 7.6              | 9.8          | 8.7          | –          | 5.2          | –            | –    | 49.6  | 0.3  |  |  |  |  |
| INTI/Sin Fronteras             | 6–11 dic 2021  | ?       | 9.9          | 7.6              | 3.9          | 2.2          | –          | –            | –            | –    | 67.1  | 2.3  |  |  |  |  |
| Grupo Ricuy                    | 1–5 dic 2021   | ?       | 2.8          | 2.2              | 1.1          | –            | –          | –            | –            | –    | 88.2  | 0.6  |  |  |  |  |

## Resultados

### Sumario general
|                        |                                                                   |              |              |              |           |           |
| Partidos y coaliciones | Partidos y coaliciones                                            | Voto popular | Voto popular | Voto popular | Regidores | Regidores |
| Partidos y coaliciones | Partidos y coaliciones                                            | Votos        | %            | +/−          | Total     | +/−       |
|                        | Reforma y Honradez por Más Obras (RH+OBRAS)                       | 43,183       | 33.97        | Nuevo        | 7         | +7        |
|                        | Poder Andino (PA)                                                 | 21,725       | 17.09        | –5.45        | 1         | –1        |
|                        | Por las Comunidades Fuente de Integración Andina de Puno (CONFIA) | 20,592       | 16.20        | n/a          | 1         | +1        |
|                        | Moral y Desarrollo (MyD)                                          | 12,002       | 9.44         | +6.08        | 1         | +1        |
|                        | Movimiento de Integración y Revolución Andina (MIRA)              | 11,173       | 8.79         | Nuevo        | 1         | +1        |
|                        | Frente Amplio para el Desarrollo del Pueblo (FADEP)               | 7,020        | 5.52         | –14.41       | 0         | –2        |
|                        | Perú Libre (PL)                                                   | 5,822        | 4.58         | Nuevo        | 0         | ±0        |
|                        | Acción Popular (AP)                                               | 2,306        | 1.81         | –1.64        | 0         | ±0        |
|                        | Frente de la Esperanza (FE)                                       | 2,018        | 1.59         | Nuevo        | 0         | ±0        |
|                        | Podemos Perú (PP)                                                 | 1,283        | 1.01         | Nuevo        | 0         | ±0        |
|                        |                                                                   |              |              |              |           |           |
| Total                  | Total                                                             | 127,124      |              |              | 11        | ±0        |
|                        |                                                                   |              |              |              |           |           |
| Votos válidos          | Votos válidos                                                     | 127,124      | 84.05        | +0.69        |           |           |
| Votos en blanco        | Votos en blanco                                                   | 9,960        | 6.59         | +0.17        |           |           |
| Votos nulos            | Votos nulos                                                       | 14,166       | 9.37         | –0.85        |           |           |
| Votos emitidos         | Votos emitidos                                                    | 151,250      | 82.83        | –1.70        |           |           |
| Abstenciones           | Abstenciones                                                      | 31,362       | 17.17        | +1.70        |           |           |
| Votantes registrados   | Votantes registrados                                              | 182,612      |              |              |           |           |
|                        |                                                                   |              |              |              |           |           |
| Fuente:                |                                                                   |              |              |              |           |           |

### Concejo Provincial de Puno
| Cargo                       | Autoridad electa        | Partido político | Partido político                                         |
| --------------------------- | ----------------------- | ---------------- | -------------------------------------------------------- |
| Alcalde Provincial de Puno  | Javier Ponce Roque      |                  | Reforma y Honradez por Más Obras                         |
| Regidor Provincial de Puno  | Salvador Hancco Aguilar |                  | Reforma y Honradez por Más Obras                         |
| Regidora Provincial de Puno | María Rodríguez Espezua |                  | Reforma y Honradez por Más Obras                         |
| Regidor Provincial de Puno  | Henry Flores Villasante |                  | Reforma y Honradez por Más Obras                         |
| Regidora Provincial de Puno | Norma Paredes Romero    |                  | Reforma y Honradez por Más Obras                         |
| Regidor Provincial de Puno  | Jonathan Guerra Monzon  |                  | Reforma y Honradez por Más Obras                         |
| Regidor Provincial de Puno  | Dina Mamani Ramos       |                  | Reforma y Honradez por Más Obras                         |
| Regidor Provincial de Puno  | Efraín Colca Borda      |                  | Reforma y Honradez por Más Obras                         |
| Regidor Provincial de Puno  | Lizardo Rojas Bustinza  |                  | Poder Andino                                             |
| Regidora Provincial de Puno | Eliseny Vargas Ramos    |                  | Por las Comunidades Fuente de Integración Andina de Puno |
| Regidor Provincial de Puno  | Edgar Mamani Pandia     |                  | Moral y Desarrollo                                       |
| Regidor Provincial de Puno  | Rogelio Roque Arazola   |                  | Movimiento de Integración y Revolución Andina            |

## Elecciones municipales distritales

### Sumario general
| Partidos y coaliciones | Partidos y coaliciones                                            | Voto popular | Voto popular | Voto popular | Alcaldías | Alcaldías |
| Partidos y coaliciones | Partidos y coaliciones                                            | Votos        | %            | +/−          | Total     | +/−       |
| ---------------------- | ----------------------------------------------------------------- | ------------ | ------------ | ------------ | --------- | --------- |
|                        | Reforma y Honradez por Más Obras (RH+OBRAS)                       | 20,741       | 36.95        | Nuevo        | 9         | +9        |
|                        | Por las Comunidades Fuente de Integración Andina de Puno (CONFIA) | 7,411        | 13.20        | n/a          | 0         | ±0        |
|                        | Somos Pueblo (Somos Pueblo)                                       | 6,416        | 11.43        | Nuevo        | 2         | +2        |
|                        | Movimiento de Integración y Revolución Andina (MIRA)              | 6,085        | 10.84        | Nuevo        | 0         | ±0        |
|                        | Moral y Desarrollo (MyD)                                          | 5,555        | 9.90         | +9.54        | 0         | ±0        |
|                        | Frente Amplio para el Desarrollo del Pueblo (FADEP)               | 3,051        | 5.44         | –6.95        | 0         | –3        |
|                        | Poder Andino (PA)                                                 | 2,729        | 4.86         | –15.45       | 1         | –1        |
|                        | Perú Libre (PL)                                                   | 2,216        | 3.95         | Nuevo        | 2         | +2        |
|                        | Gestionando Obras y Oportunidades con Liderazgo (GOOL)            | 1,410        | 2.51         | –1.90        | 0         | ±0        |
|                        | Acción Popular (AP)                                               | 352          | 0.63         | –5.71        | 0         | ±0        |
|                        | Podemos Perú (PP)                                                 | 160          | 0.29         | Nuevo        | 0         | ±0        |
|                        |                                                                   |              |              |              |           |           |
| Total                  | Total                                                             | 56,126       |              |              | 14        | ±0        |
|                        |                                                                   |              |              |              |           |           |
| Votos válidos          | Votos válidos                                                     | 56,126       | 85.38        | +1.43        |           |           |
| Votos en blanco        | Votos en blanco                                                   | 5,744        | 8.74         | –1.37        |           |           |
| Votos nulos            | Votos nulos                                                       | 3,864        | 5.88         | –0.06        |           |           |
| Votos emitidos         | Votos emitidos                                                    | 65,734       | 83.96        | –0.80        |           |           |
| Abstenciones           | Abstenciones                                                      | 12,562       | 16.04        | +0.80        |           |           |
| Votantes registrados   | Votantes registrados                                              | 78,296       |              |              |           |           |
|                        |                                                                   |              |              |              |           |           |
| Fuente:                |                                                                   |              |              |              |           |           |

### Resultados por distrito
La siguiente tabla enumera el control de los distritos de la provincia de Puno. El cambio de mando de una organización política se resalta del color de ese partido.
| Distrito    | Alcalde(sa) titular       | Partido político | Partido político                       | Alcalde(sa) electo(a)      | Partido político | Partido político                 |
| ----------- | ------------------------- | ---------------- | -------------------------------------- | -------------------------- | ---------------- | -------------------------------- |
| Ácora       | Lucio Istaña Ramos        |                  | Integración por el Desarrollo Regional | Hernán Crisito Aycaya      |                  | Somos Pueblo                     |
| Amantaní    | Marcelino Yucra Pacompia  |                  | Integración por el Desarrollo Regional | Andrés Quispe Borda        |                  | Reforma y Honradez por Más Obras |
| Atuncolla   | Ceferino Flores Chávez    |                  | Integración por el Desarrollo Regional | Gregorio Machaca Vilca     |                  | Reforma y Honradez por Más Obras |
| Capachica   | Santiago Coila Yucra      |                  | Integración por el Desarrollo Regional | Marcelino Panca Machaca    |                  | Reforma y Honradez por Más Obras |
| Chucuito    | Edwin Cruz Quispe         |                  | Integración por el Desarrollo Regional | Yury Arce Zea              |                  | Reforma y Honradez por Más Obras |
| Coata       | Elmer Pelinco Quispe      |                  | Integración por el Desarrollo Regional | Lázaro Yanqui Quispe       |                  | Reforma y Honradez por Más Obras |
| Huata       | Wilmer Vilca Colquehuanca |                  | Frente Amplio para el Desarrollo       | Elvis Mamani Calsin        |                  | Poder Andino                     |
| Mañazo      | Miguel Quispe Achata      |                  | Integración por el Desarrollo Regional | Atilio Ccalla Carpio       |                  | Reforma y Honradez por Más Obras |
| Paucarcolla | John Iberos Apaza         |                  | Poder Andino                           | Hermenegildo Llanque Rojas |                  | Perú Libre                       |
| Pichacani   | Pedro Ramos Cutimbo       |                  | Poder Andino                           | Sergio Carbajal Pérez      |                  | Somos Pueblo                     |
| Platería    | Eustacio Alca Pacho       |                  | Integración por el Desarrollo Regional | Edver Ccosi Ccosi          |                  | Reforma y Honradez por Más Obras |
| San Antonio | Jorge Ticona Patina       |                  | Integración por el Desarrollo Regional | Eloy Ticona Álvarez        |                  | Perú Libre                       |
| Tiquillaca  | Rodolfo Álvarez Arce      |                  | Frente Amplio para el Desarrollo       | Willy Lope Dueñas          |                  | Reforma y Honradez por Más Obras |
| Vilque      | Venancia Apaza Pachacute  |                  | Frente Amplio para el Desarrollo       | Edwin Coaquira Ticona      |                  | Reforma y Honradez por Más Obras |